# Климент (Трайковский)
Климент (в миру Никола Трайковский, макед. Никола Трајковски; 3 августа 1912, Битола, Османская империя — 18 июня 1979, Битола, Союзная Республика Македония) — епископ неканонической Македонской православной церкви, митрополит Охридско-Битольский; в 1959—1967 годы был епископом Сербской православной церкви.

## Биография
Трайковский получил основное образование и окончил гимназию в родном городе. Изучал юриспруденцию в Белградском и Софийском университетах. Работал преподавателем в Битольской гимназии, а после в Историческом архиве города. Был судьёй в Народном суде общины Битоля. Занимался историческими исследованиями. Имел репутацию краеведа-энциклопедиста. Знал мельчайшие подробности как истории региона, так и населённых пунктов, и родословные отдельных семейств Битоля. 
В 1958 году после самочинного провозглашения независимости Македонской православной церкви был пострижен в монашество в Успенском монастыре в Побоже. Рукоположен в сан иеродиакона и иеромонаха в храме святого Мины в Скопье. В храме святого Димитрия в Битоле был возведён в сан архимандрита.
19 июля 1959 года был хиротонисан в сан епископа Преспанско-Битольского с кафедрой в Битоле. Хиротонию совершили Патриарх Сербский Герман, архиепископ Охридский и Македонский Досифей (Стойковский) и епископ Бачский Никанор (Иличич).
26 июля 1959 того же года в Штипе вместе с архиепископом Досифеем рукополагает архимандрита Наума (Димовского) и формирует Архиерейский Синод МПЦ.
19 июля 1967 года вместе с Македонской православной церковью уклонился в раскол, за что 14 сентября 1967 года решением внеочередного Архейского Собора Сербской православной церкви был подвергнут каноническим прещениям.
В 1974 году епархия стала именоваться Охридско-Битолькой, соответственно изменился и титул митрополита Климента.
Скончался 18 июня 1979 года после долгой болезни.